# روز جهانی بردباری صفر برای ختنه آلت تناسلی زنانه
روز جهانی بردباری صفر برای ختنه آلت تناسلی زنانه یا روز بین‌المللی عدم هرگونه مدارا با مثله کردن جنسی زنان یکی از روزهای آگاهی دهنده بین‌المللی مورد حمایت سازمان ملل است که برای ۶ فوریه هر سال انتخاب شده و به مبارزه با بریدن آلت تناسلی زنان (ختنه زنان) اختصاص دارد.
نخستین بار در روز ۶ فوریه ۲۰۰۳ استلا اوباسانجو، بانوی اول نیجریه در کنفرانسی که توسط کمیته بین آفریقایی مناسک سنتی تأثیرگذار بر سلامت زنان و کودکان* برگزار شد این روز را پیشنهاد کرد. سپس کمیسیون حقوق بشر سازمان ملل این روز را به عنوان یکی از روزهای بین‌المللی سازمان ملل تصویب کرد.